# 椙山今子
椙山 今子（すぎやま いまこ、1877年 - 1965年4月13日）は、岐阜県生まれの名古屋市の教育者。椙山女学園を夫である椙山正弌と共に設立した。旧姓・中村、本名・いま。　

## 経歴
岐阜県師範学校卒業後、女子技芸教育改善を志し当時評判のよかった、裁縫教育先駆けの東京裁縫女学校（現、東京家政大学）に入学する。椙山正弌とは、東京裁縫女学校での修行時代に出会い、故郷を同じくし共に岐阜師範学校同窓生と共通点があり、意気投合して出会って3年後の1905年（明治38年）に結婚した。明治38年2月、椙山正弌・今子は中京の地へ戻る。
女子教育・人間性開発の教育をかかげて、夫と共に名古屋裁縫女学校（現、椙山女学園大学）を設立する。1905年（明治38年）4月1日、尾張藩で奉行職にあった稲葉家が名古屋市富士塚町（現在の東区泉一丁目）に所有する大きな門構えのある400坪の武家屋敷を借り、開校。
1921年（大正10年）、教育事情視察のため渡米した折、スタンフォード大学で、毎朝讃美歌のメロディーが美しい鐘の音で鳴り渡ると学生はもちろん学外の道行く人々も歩みを止めて静かな祈りを捧げる姿をみて深く感動し、学園にもこの鐘を取り入れることを考えた。帰国後、英国ロンドンのジレット社へ鐘の製作を依頼し、1930年（昭和5年）、覚王山にあった当時「白亜の殿堂」と称された椙山第二高等女学校の校舎屋上の塔内に設置された。1931年（昭和6年）2月11日、鐘から初めて昭憲皇太后御歌『金剛石』（1887年（明治20年）3月18日、作詞・昭憲皇太后、作曲・奥好義）のメロディーが流れ、以来「金剛鐘」と名付けられたこの鐘で毎朝8時30分に始業として生徒に奏でられる響きは学園のシンボルになり、卒業生・在校生の胸に深く刻まれている。
現在、学校法人椙山女学園は、幼稚園から大学院までを擁する東海地方唯一の女子総合学園であり、同じく名古屋市内にある私立愛知淑徳、金城学院と並んで名古屋の三大お嬢様学校であるSSKとして知られる。

## 著書
- 『衣服裁方図解（和装）』揃2冊 - 椙山今子編、大正2年、名古屋裁縫女学校